# 赤城 (砲艦)
| 1902年の砲艦「赤城」 |                                                |
| 艦歴                 |                                                |
| 発注                 | 1885年度計画                                   |
| 起工                 | 1886年7月20日                                  |
| 進水                 | 1888年8月7日                                   |
| 竣工                 | 1890年8月20日                                  |
| 除籍                 | 1911年4月1日                                   |
| その後               | 1912年売却 1953年解体                          |
| 性能諸元             |                                                |
| 排水量               | 常備：622t                                     |
| 全長                 | 垂線間長：51.00m                               |
| 全幅                 | 8.20m                                          |
| 吃水                 | 2.90m（公試状態）                              |
| 機関                 | 2軸2段膨脹式レシプロエンジン2基、丸罐2 963馬力 |
| 燃料                 | 石炭74.4t                                      |
| 最大速               | 10.0kt                                         |
| 兵員                 | 111名                                          |
| 兵装                 | 12cm単装砲4基 4.7cm単装砲4基 30mm5連装砲2基    |

赤城（あかぎ）は、大日本帝国海軍の砲艦。摩耶型の4番艦である。艦名の由来は赤城山。

## 概要

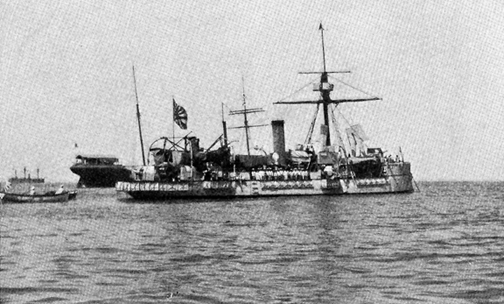
右舷側から撮影された砲艦「赤城」。

小野浜造船所で1890年（明治23年）8月20日に竣工、8月23日に第一種と定められる。同型の3艦と異なり鋼製の船体構造であった。
日清戦争では黄海海戦、大連・旅順・威海衛攻略作戦等に参加。黄海海戦で当時の軍令部長樺山資紀の座乗する輸送船「西京丸」を守り抜いたことで有名である。このときに清の艦隊の集中砲火をうけ、艦長の坂元八郎太は戦死、航海長の佐藤鉄太郎も負傷、「赤城」も大損害を受けている。
1898年3月21日に二等砲艦に類別。その後北清事変、日露戦争に参加。日露戦争では、旅順攻略作戦、樺太作戦等に参加。1904年5月18日、旅順沖で砲艦「大島」と衝突事故を起こし、「大島」を沈没させてしまっている。

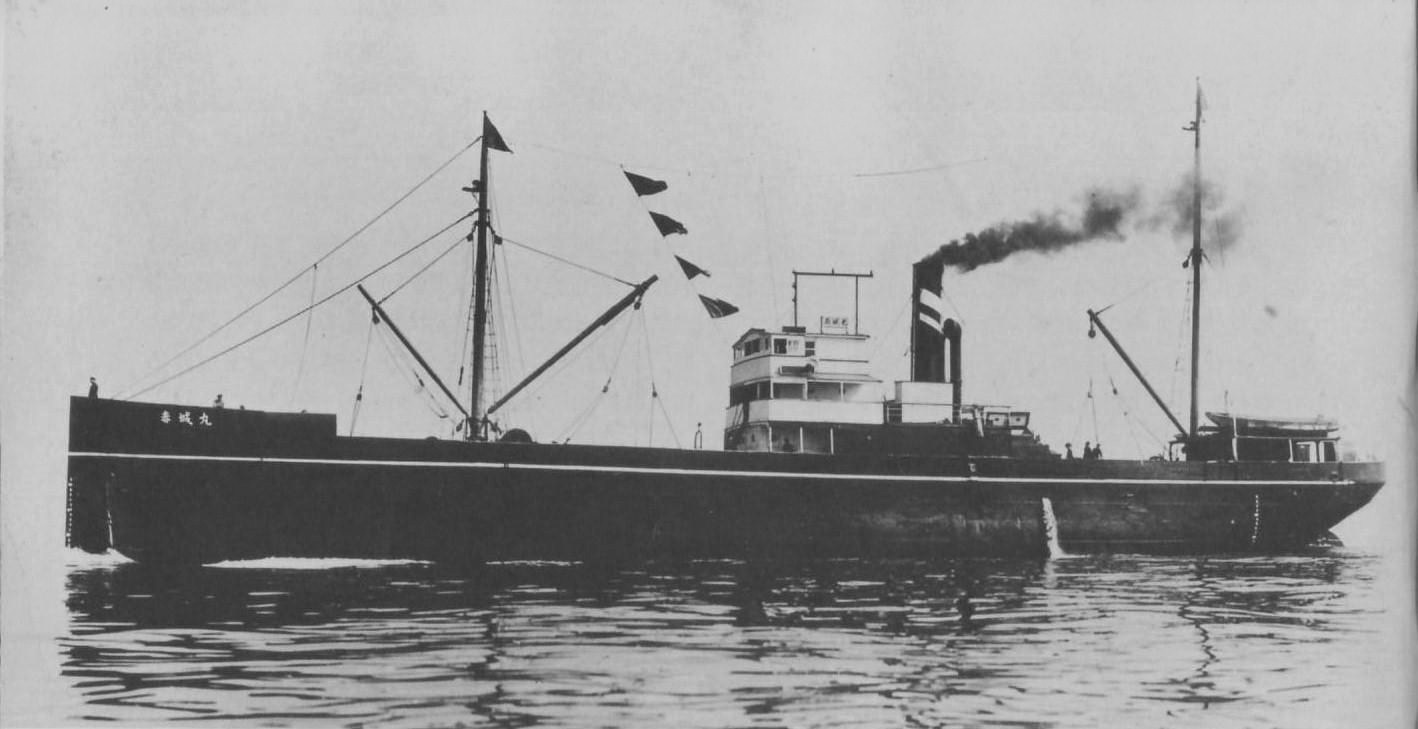
尼崎商船時代の貨物船「赤城丸」

1911年の除籍後、翌年3月頃に川崎汽船に売却され商船「赤城丸」となった。このときにかなり改造され、砲艦時代の面影はほとんど無くなった。しかし、船首に装備された衝角だけはそのままだったという。1921年頃に転売され尼崎汽船の所有船になり、1945年台風で沈没。その後浮揚されたが、1946年1月備讃瀬戸で触雷によりまたも沈没。再度浮揚され使用されるものの、1953年老朽化の為大阪で解体された。艦齢は実に63年に及んだ。
ちなみに、黄海海戦での本艦の奮戦振りを元に「坂元少佐（赤城の奮戦）」という軍歌が作られた。

## 艦長
※『日本海軍史』第9巻・第10巻の「将官履歴」及び『官報』に基づく。
- 朝枝惟一 少佐：1889年8月2日 - 1891年7月23日
- 瓜生外吉 少佐：1891年7月23日 - 1891年12月14日
- 舟木錬太郎 少佐：1891年12月14日 - 1892年12月21日
- 井上良智 少佐：1892年12月21日 - 1893年9月12日
- 出羽重遠 少佐：1893年9月12日 - 1894年5月5日
- 坂元八郎太 少佐：1894年5月5日 - 1894年9月17日戦死   軍歌「坂元少佐（赤城の奮戦）」のモデル
- 梨羽時起 少佐：1894年9月19日 - 1894年9月21日
- 早崎源吾 少佐：1894年9月21日 - 1895年8月20日
- 餅原平二 少佐：1895年8月20日 - 1895年10月14日
- 橋元正明 少佐：1895年10月14日 - 1895年12月27日
- 丹治寛雄 少佐：1895年12月27日 - 1896年9月21日
- 武富邦鼎 少佐：1897年2月18日 - 1898年6月1日
- 荒木亮一 中佐：1898年6月1日 - 1898年7月19日
- 玉利親賢 中佐：1898年9月1日 - 1899年5月24日
- 坂本一 中佐：1899年6月17日 - 1899年10月13日
- 上原伸次郎 中佐：1899年10月13日 - 1900年9月25日
- 毛利一兵衛 中佐：1901年5月9日 - 1902年6月5日
- 藤本秀四郎 中佐：1903年12月28日 - 1904年6月19日
- 江口麟六 中佐：1904年6月19日[1] - 1905年5月8日
- 羽喰政次郎 中佐：不詳 - 1906年8月30日
- 上村翁輔 中佐：1906年8月30日 - 1907年2月28日
- 中島市太郎 中佐：1907年2月28日 - 1907年7月1日
- （兼）水町元 中佐：1907年7月1日 - 1907年7月12日
- 水町元 中佐：1907年7月12日 - 1908年1月10日
- 町田駒次郎 中佐：1908年1月10日 - 1908年9月25日
- 大島正毅中佐：1908年9月25日 - 1909年12月1日
- 中島源蔵 中佐：1909年12月1日 - 1910年12月1日

## 同型艦
- 摩耶 [I] - 鳥海 [I] - 愛宕 [I]